# Deltówka
Deltówka (Deltamys) – rodzaj ssaków z podrodziny bawełniaków (Sigmodontinae) w obrębie rodziny chomikowatych (Cricetidae).

## Rozmieszczenie geograficzne
Obejmuje gatunki występujące w Ameryce Południowej.

## Morfologia
Długość ciała (bez ogona) 80–100 mm, długość ogona 66–83,5 mm, długość ucha 12–14 mm, długość tylnej stopy 22–23 mm; masa ciała 10–22 g.

## Systematyka
Rodzaj zdefiniował w 1917 roku angielski zoolog Oldfield Thomas w artykule poświęconym małym ssakom z delty Parany, opublikowanym w czasopiśmie The Annals and magazine of natural history. Gatunkiem typowym jest (oryginalne oznaczenie) deltówka nadatlantycka (D. kempi ). 

### Etymologia
Deltamys: delta – ujście rzeki w postaci kilku odnóg, od gr. δελτα delta ‘delta’, czwarta litera Δ alfabetu greckiego; μυς mus, μυος muos ‘mysz’.

### Podział systematyczny
Rodzaj często jest traktowany jako podrodzaj rodzaju trawniak (Akodon). Do rodzaju należą następujące gatunki:
| Grafika | Gatunek            | Autor i rok opisu                                                                          | Nazwa zwyczajowa       | Podgatunki         | Rozmieszczenie geograficzne                                                                                 | Podstawowe wymiary                              | Status IUCN |
| ------- | ------------------ | ------------------------------------------------------------------------------------------ | ---------------------- | ------------------ | --- | ----------------------------------------------- | ----------- |
|         | Deltamys kempi     | O. Thomas, 1917                                                                            | deltówka nadatlantycka | gatunek monotypowy | południowa Brazylia, Urugwaj i skrajnie środkowo-wschodnia Argentyna                                        | DC: około 10 cm DO: około 8,3 cm MC: około 22 g | LC          |
|         | Deltamys araucaria | Quintela, Bertuol, E.M. González, Cordeiro-Estrela, Freitas, Renato & G.L. Gonçalves, 2017 |                        | gatunek monotypowy | endemit Brazylii (znany tylko z miejsca typowego (Rio Grande do Sul)); zakres wysokości: około 900 m n.p.m. | DC: około 8 cm DO: około 6,6 cm MC: 10–22 g     | NE          |

Kategorie IUCN:  LC  – gatunek najmniejszej troski;  NE  – gatunki niepoddane jeszcze ocenie.